# Coupe d'Algérie féminine de handball
La Coupe d'Algérie féminine de handball est une compétition sportive opposant des clubs féminins de handball. Créée en 1968, elle est ouverte à des clubs affiliés à la Fédération algérienne de handball.

## Bilan
Le bilan après 50 éditions est : 
- 20 titres : MC Alger (ex. GS pétroliers)
- 8 titres : Nadit Alger
- 6 titres : HBC El Biar
- 4 titres : NA Hussein Dey
- 3 titres : Nadit Constantine, OC Alger (ex. DNC Alger, IRB Alger)
- 2 titres : CJS Alger
- 1 titre : ARD CNEP Alger, GCS Alger, MC Oran, USM Oran (ex. Nadit Oran), CF Boumerdès

## Palmarès détaillé
| Édition | Saison    | Date                 | Vainqueur             | Score                 | Finaliste              | Lieu                                   |
| ------- | --------- | -------------------- | --------------------- | --------------------- | ---------------------- | -------------------------------------- |
| 1       | 1968/1969 | 1969                 | GCS Alger             | ?-?                   |                        |                                        |
| 2       | 1969/1970 | 1970                 | GCS Alger             | ?-?                   |                        |                                        |
| 3       | 1970/1971 | 1971                 | GCS Alger             | ?-?                   |                        |                                        |
| 4       | 1971/1972 | 1972                 | ARD CNEP Alger        | ?-?                   |                        |                                        |
| 5       | 1972/1973 | 1973                 | CS DNC Alger          | ?-?                   |                        |                                        |
| 6       | 1973/1974 | 1974                 | CS DNC Alger          | ?-?                   |                        |                                        |
| 7       | 1974/1975 | 1975                 | Nadit Constantine     | ?-?                   |                        |                                        |
| 8       | 1975/1976 | 1976                 | NA Hussein Dey        | ?-?                   |                        |                                        |
| 9       | 1976/1977 | 1977                 | Nadit Constantine     | ?-?                   |                        |                                        |
| 10      | 1977/1978 | 1978                 | Nadit Constantine     | ?-?                   |                        |                                        |
| 11      | 1978/1979 | 1979                 | Nadit Alger           | ?-?                   |                        |                                        |
| 12      | 1979/1980 | 1980                 | Nadit Alger           | ?-?                   |                        |                                        |
| 13      | 1980/1981 | 1981                 | Nadit Oran            | ?-?                   |                        |                                        |
| 14      | 1981/1982 | 1982                 | Nadit Alger           | ?-?                   |                        |                                        |
| 15      | 1982/1983 | mai 1983             | Nadit Alger           | 23-8                  | ASC Bordj Bou Arreridj | Salle Harcha Hassen, Alger             |
| 16      | 1983/1984 | mai 1984             | Nadit Alger           | 13 - 10               | CSU Oran               | Salle Harcha Hassen, Alger             |
| 17      | 1984/1985 | 29 mai 1985          | Nadit Alger           | ?-?                   | MP Alger               | Salle Harcha Hassen, Alger             |
| -       | 1985/1986 | Finale non jouée     | Finale non jouée      | Finale non jouée      | Finale non jouée       | Finale non jouée                       |
| 18      | 1986/1987 | avril 1987           | MP Oran               | 16 - 11               | IRB El Biar            | Alger                                  |
| 19      | 1987/1988 | 20 mai 1988          | MP Alger              | 19-17                 | MP Oran                | Alger                                  |
| 20      | 1988/1989 | 27 avril 1989        | Milaha de Hussein Dey | 14 - 11               | Mouloudia Alger        | Salle du Centre Sportif Féminin, Alger |
| 21      | 1989/1990 | 19 juin 1990         | NA Hussein Dey        | 16-10 (6-4)           | IRB Alger              | Salle Harcha Hassen, Alger             |
| 22      | 1990/1991 | 30 mai 1991          | Nadit Alger           | 12-10                 | ERC Alger              | Salle Harcha Hassen, Alger             |
| -       | 1991/1992 | Non jouée            | Non jouée             | Non jouée             | Non jouée              | Non jouée                              |
| 23      | 1992/1993 | 20 mai 1993, 15h00   | IRB Alger             | 13 - 10               | Nadit Alger            | Salle Harcha Hassen, Alger             |
| 24      | 1993/1994 | 3 juin 1994          | MC Alger              | 26-23 (14-9)          | NA Hussein Dey         | Salle Harcha Hassen, Alger             |
| 25      | 1994/1995 | -                    | MC Alger              | ?-?                   |                        |                                        |
| 26      | 1995/1996 | 25 avril 1996        | Nadit Alger           | 22-18 (08-12)         | IRB Alger              | Salle Harcha Hassen, Alger             |
| 27      | 1996/1997 | 3 juillet 1997       | Nadit Alger           | 22-16 (7-6)           | ERC Alger              | Salle Harcha Hassen, Alger             |
| 28      | 1997/1998 | 4 juin 1998, 14h00   | MC Alger              | 16-14 (9-7)           | Nadit Alger            | Salle Harcha Hassen, Alger             |
| 29      | 1998/1999 | 18 juin 1999, 18h00  | MC Alger              | 25-16 (13-9)          | OC Alger               | Salle Harcha Hassen, Alger             |
| 30      | 1999/2000 | 14 juin 2000         | MC Alger              | 24-22ap (20-20, 14-9) | OC Alger               | Salle Harcha Hassen, Alger             |
| 31      | 2000/2001 | -                    | MC Alger              | ?-?                   |                        |                                        |
| 32      | 2001/2002 | -                    | MC Alger              | ?-?                   |                        |                                        |
| 33      | 2002/2003 | -                    | MC Alger              | ?-?                   |                        |                                        |
| 34      | 2003/2004 | -                    | MC Alger              | 29-23                 | HBC El-Biar            |                                        |
| 35      | 2004/2005 | -                    | MC Alger              | 27-21                 | Hawa Saïda             |                                        |
| 36      | 2005/2006 | -                    | MC Alger              | 25-24                 | HBC El-Biar            |                                        |
| 37      | 2006/2007 | -                    | HBC El-Biar           | 21-20                 | RIJA Alger             |                                        |
| 38      | 2007/2008 | -                    | MC Alger              | 32-23                 | HHB Saïda              |                                        |
| 39      | 2008/2009 | 4 juin 2009          | GS pétroliers         | 27-22                 | HBC El-Biar            |                                        |
| 40      | 2009/2010 | -                    | GS pétroliers         | ?-?                   |                        |                                        |
| 41      | 2010/2011 | 2011                 | GS pétroliers         | 27-19                 | HBC El-Biar            |                                        |
| 42      | 2011/2012 | 15 juin 2012 à 17h00 | GS pétroliers         | 31-28 (14-15)         | HBC Gdyel              | Salle OMS Aïn Taya, Alger              |
| 43      | 2012/2013 | -                    | HBC El-Biar           | 26-23                 | GS pétroliers          |                                        |
| 44      | 2013/2014 | 7 juin 2014          | HBC El-Biar           | 18-17 (7-8)           | GS pétroliers          | Salle OMS, Arzew                       |
| 45      | 2014/2015 | 29 mai 2015          | HBC El-Biar           | 22-20                 | GS pétroliers          | Salle Harcha Hassen, Alger             |
| 46      | 2015/2016 | -                    | HBC El-Biar           | 15-11                 | GS pétroliers          |                                        |
| 47      | 2016/2017 | 26 mai 2017          | GS pétroliers         | 25 - 22               | HBC El-Biar            | Salle Belakhdar Tahar                  |
| 48      | 2017/2018 | 1er juin 2018        | GS pétroliers         | 18 - 17               | HBC El-Biar            | Salle Harcha Hassen, Alger             |
| 49      | 2018-2019 | 4 mai 2019           | GS pétroliers         | 27 - 24 (11-14)       | HBC El-Biar            | La Coupole, Alger                      |
| 50      | 2019-2020 | 7 janvier 2022       | HBC El-Biar           | 33-24 (15-10)         | HC Mila                | La Coupole, Alger                      |
| -       | 2020-2021 | Annulée              | Annulée               | Annulée               | Annulée                | Annulée                                |
| 51      | 2021-2022 | 30 décembre 2022     | HBC El-Biar           | 30-15 (16-04)         | MC Alger               | Salle Harcha Hassen, Alger             |
| 52      | 2022-2023 | 16 juin 2023 à 18h00 | CF Boumerdès          | 25-24 (11-13)         | MC Alger               | Salle Omnisports, Tichy                |
| 53      | 2023-2024 | 13 juillet 2024      | CF Boumerdès          | 32-28 (15-10)         | TS Sétif               | Salle Harcha Hassen, Alger             |
| 54      | 2024-2025 |                      |                       | -                     |                        |                                        |

## Résultats détaillés

### Coupe d'Algérie 1982-1983
La finale de la Coupe d'Algérie 1982-1983 a eu lieu en mai 1983 à 14h00 dans la Salle Harcha Hassen à Alger sous l'arbitrage de messieurs Belaid et Allal. Le Nadit Alger s'impose face à l'ASC Bordj Bou Arréridj 23 à 8 (mi-temps 13-3). La composition des équipes était :
- Nadit Alger : Djida Khemissi (GB), Soraya Amalou (cap), Soraya Moussaoui, Djamila Rafa, Houria Bouchakour, Popede El-Kolli, Zhor Guidouche, Salima Benhamouda, Yamina Bourzama, Nacéra Hebbache. Entraineur : Zhor Guidouche.
- ASC Bordj Bou Arréridj : Aidel, Mékidèche, Ferahtia, Debbiche, Gacemi, Benthabet, Mechakou (GB), Bordji (GB), Harzallah, Afafsa, Bendiab, Ghrabi. Entraineur : Mme Khelif.

Source :
- El-Hadef n°? du dimanche ? mai 1983.

### Coupe d'Algérie 1985-1986
Les demi-finales sont disputées le vendredi 2 mai 1986 : 
- Nadit Alger bat MP Alger 13-11
- Saria Annaba bat Mouassessetes Oran 09-05.

En revanche, la finale n'aurait pas été jouée.

### Coupe d'Algérie 1986-1987
Les demi-finales sont disputées le jeudi 16 avril 1987
- IRB El Biar bat Nadit Alger 15-13
- MP Oran bat Solb Riadi Annaba 25-18.

La finale, disputée en avril 1987 à Alger, a vu le MP Oran s'imposer 16 à 11 face au IRB El Biar

### Coupe d'Algérie 1988-1989
La finale de la Coupe d'Algérie 1988-1989 a eu lieu le jeudi 27 avril 1989 à 22h30 au centre sportif féminin (CSF) de Ben Aknoun à Alger. Le Milaha Hussein Dey s'impose face au Mouloudia d'Alger 14 à 11 (mi-temps 4-4) : 
- Milaha Hussein Dey : n°1 Assia Foudad (GB), n°12 Samia Saidji, n°9 Gharbi, n°11 Gaoua, n°4 Nacéra Benzine, n°5 Djamila Slimani, n°8 D. Messis, n°11 Nadia Benzine, n°7 Lynda Cherik, n°6 Sabrina Messis, n°13 Hachemi, n°10 Ammari. Entraîneure : Mlle Bouchakour
- Mouloudia d'Alger : n°12- Lynda Menia (GB), n°1 Bedar, n°2 Khemissi, n°4 Dadou, n°6 Nadia Bounemri, n°7 Hamdiken, n°8 Hafidha Mebani, n°9 Belaïd, n°10 Habiba Dindah, n°11 Touafek, n°14- Saida Gasmi, n°5 Chekmane. Entraineur : Djamila Naili.

### Coupe d'Algérie 1992-1993
La finale de la Coupe d'Algérie a été jouée a la salle Harcha Hassen à Alger le jeudi 20 mai 1993 à 15h00 et a vu l' IRB/ERC Alger s'imposer devant le Nadit Alger par 13 à 10 (mi-temps 7-5) :
- IRB/ERC Alger : Benachi, Khallil, Aïcha Kouta (, 1 but), Aouka (3), Bouhadouf (1), Mehanek, Fethia Neggazi (2), Nabila[source insuffisante] Chibani (3), Belaid (1), Hassein-Bey (2), Bensegheir et Chetouane. Entraineur : Ali Amoura.
- Nadit Alger : Habili (GB), Ouared, Mahour Bacha (2 buts), Billali, Bounemri (2), Boukais (2), Djilani (1), Mabrouki, Mahiou, Nouader, Larbès (2). Entraineur : Zhor Guidouche
- Arbitres : Hadj Kouider et Kouidr

Sources :
- El Moudjahid du samedi 22 mai 1993, page 21.
- Le Sport n°4 du samedi 22 mai 1993 page 8.

### Coupe d'Algérie 1996-1997
Les quarts de finales ont été disputés les jeudi 1er et vendredi 2 mai 1997 :
- Nadit Alger bat CS Oran 23 à 11.
- MC Alger bat AS Tizi Ouzou 28 à 05.
- ERC Alger bat RIJ Alger 16 à 14.
- Club OPOW d'Oran bat AS Ben Aknoun 17 à 09.

Les demi-finales ont été disputées les jeudi 15 et vendredi 16 mai 1997 :
- Nadit Alger bat MC Alger 16 à 15.
- ERC Alger bat Club OPOW d'Oran 13 à 11.

La finale a été disputée le jeudi 3 juillet 1997 dans la salle Harcha Hassen à Alger :
- Nadit Alger bat ERC Alger 22 à 16 (mi-temps 7 à 6).

Source
- Le Matin d'Algérie n°1597 du lundi 5 mai 1997 page 22 : résultats des 1/4 finales.
- El Watan du mardi 20 mai 1997 page 18 : résultats des 1/2 finales.
- El Watan du dimanche 6 juillet 1997 page 12 : résultat de la finale.

### Coupe d'Algérie 1997-1998
En demi-finales de la Coupe d'Algérie 1997-1998, le Nadit Alger bat RIJ Alger 22 à 10 et le MC Alger bat le Nadi Aïn Smara de Constantine sans difficultés !
La finale a eu lieu le jeudi 4 juin 1998 à 14h00 dans la Salle Harcha Hassen à Alger sous l'arbitrage des messieurs Krim Mazouz et Belaid. Le MC Alger s'impose face au Nadit Alger 16 à 14 (mi-temps 9-7). La composition des équipes était :
- MC Alger : Abed Nassima, Soraya Ahdjoudj, Meriéme Kalil, Wafaa M'kaissi, Sara Bouhadouf, Nadjia Attafene, Fériel Choukri. Entraineur : Kamel Ouchia.

- Nadit Alger : Samia Saidji, Houda Benachi, Aicha Kouta, Samia Boukais, Feryel Amoura, Lynda Cherik, Soumaya Fodil-Chérif, Safia Makhloufi, Nadia Benzine, Nadia Bounemri, Fethia Neggazi. Entraineur : Moussa Kamel Tsabet.

Sources :
- El Acil du dimanche 31 mai 1998 page 18
- Le Matin d'Algérie n°1922 du dimanche 31 mai 1998 page 21 et n°1927 du samedi 6 juin 1998 page 14
- la Nouvelle République n°104 du samedi 6 juin 1998 page 18.
- Olympic (hebdomadaire sportif) n°226 de semaine du 6 au 12 juin 1998, page 8.

### Coupe d'Algérie 2003-2004
La finale a vu le MC Alger s'imposer 29 à 23 face au HBC El-Biar :
- MC Alger (29) :
  - Joueuses : Oulamara, Souhila Abdelkader, Amari, Toudjine, Dob (2), Azzoug (3), Hali (6), Bouzidi (3), Bekbouki (1), Sekkour (10), Tenzer, Kamel Naïma (1), Sahabi et Izem (3).
  - Entraîneur : Sofiane Hiouani.
- HBC El-Biar (23) :
  - Joueuses : Boufedjik, Kouadri, Amina Mouffok (14), Sahli (3), Kaci, Hachem (2), Benbakour, Bounedjar (4), Faïza Cherif, Boukercha, Bouamari, Bouarar, Soumaya Fodil-Chérif, Belkacem.
  - Entraîneur : Mourad Aït Ouarab

### Coupe d'Algérie 2004-2005
La finale a vu le MC Alger s'imposer 27 à 21 face au Hawa Saïda, :
- MC Alger (27) :
  - Joueuses : Samia Sehabi (GB), Samiha Lamouchi, Souhila Abdelkader (GB), Soumaya Fodil-Chérif, Amira Djermane, Nadjia Attafene, Nassima Dob, Zaïdi Hali, Hayat Sekkour,Lamia Izem, Zenat, Kahal, Tander
  - Entraîneurs : Gotit et Foudad
- Hawa Saïda (21) :
  - Joueuses : Bachiri, Khaled, Gritli, Adadi, Rezoug, Tahi, Zaânoun, Kabout, Ziadi, Arben, Lakrout, Benkouider
  - Entraîneurs : Rahal et Rebhi

### Coupe d'Algérie 2005-2006
La finale a vu le MC Alger s'imposer 25 à 24 face au HBC El-Biar :
- MC Alger (25) :
  - Joueuses : Souhila Abdelkader (GB), Nassima Oulamara (GB, 1), Samia Sehabi (GB), Samiha Lamouchi, Amira Djermane, Soumaya Fodil-Chérif (2), Arem Amari (1), Hamida Belkacem, Nassima Dob (3), Dounia Bouzidi (3), Abla Hali (10), Kenza Zaidi, Nadia Bekbouki (1), Hayat Sekkour, Hamida Zenad, Lamia Izem (4), Karima Tenzer, Naïma Kamel (1).
  - Entraîneurs : Djaffar Belhocine (DTS), Ouahbi Gotit
- HBC El-Biar (24) :
  - Joueuses : Meriem Boufedjik, Houda Benachi, Ghozlane Fodil-Cherif (5), Amina Mouffok (6), Fatma Zohra Bounedjar (1), Hachem Keltoum (3), Karima Boumrar (1), Amira Belfdil (1) ; Anissa Khelil (1), Karima Kaci (3), Akila Salhi (2)
  - Entraîneur : Karim Achour

### Coupe d'Algérie 2006-2007
La finale a vu le HBC El-Biar s'imposer 21 à 20 face au RIJA Alger :
- HBC El-Biar (21) :
  - Joueuses : Boufedjik, Benachi, Hasnaoui, Fodil Cherif, Mouffok, Hachem, Saidi, Boumrar, Guelai, Khelil, Kaci, Salhi, Bounedjar, Tizi, Boussora
  - Entraîneurs : Karim Achour
- RIJA Alger (20) :
  - Joueuses : Mahlous, Laroussi, Seghir Ouali, Tabib, Nadjem N, Nadjem Z, Si Abderrahmane, Talbi, Ghanem, Khali, Haou, Bourezg, Kridis -
  - Entraîneurs : Rayane Abdelkader

### Coupe d'Algérie 2007-2008
La finale a vu le Mouloudia Club d'Alger s'imposer 32 à 23 face au HHB Saïda :
- MC Alger (32) :
  - Joueuses : Samia Sahabi, Souhila Abdelkader, Nacima Oulamara, Hania Merbouni, Hamida Belkacem, Nassima Dob, Nadjia Attafene, Abla Hali, Souad Titou, Nadia Bekbouki, Keltoum Hachem, Sihem Hemissi.
  - Entraîneur : Karim Achour
- HHB Saïda (23) :
  - Joueuses : Bachiri Fatiha, Nassima Kribi, Khadidja Chaïb, Fatima Brahimi, Chama Anane, Meriem Lakrout, Sabah Kabout, Fatma Benouis, Hayet Zaânoun, Rekia Ziadi, Zineb Meslem, Faïza Djelghoum, Ilhem Arben, Roza Chilla.
  - Entraîneur : Rahal